# وازیت کیدانه
وازیت کیدانه (انگلیسی: Wehazit Kidane؛ زادهٔ ۸ ژانویهٔ ۱۹۹۲) دوچرخه‌سوار زن رشته جاده اهل اریتره است که در بازی‌های آفریقایی در مجموع برندهٔ ۱ مدال نقره شده‌است.